# Bedingte Entropie
In der Informationstheorie ist die bedingte Entropie ein Maß für die „Ungewissheit“ über den Wert einer Zufallsvariablen {\displaystyle X}, welche verbleibt, nachdem das Ergebnis einer anderen Zufallsvariable {\displaystyle Y} bekannt wird. Die bedingte Entropie wird {\displaystyle H(X|Y)} geschrieben und hat einen Wert zwischen 0 und {\displaystyle H(X)}, der ursprünglichen Entropie von {\displaystyle X}. Sie wird in der gleichen Maßeinheit wie die Entropie gemessen.
Speziell hat sie den Wert 0, wenn aus {\displaystyle Y} der Wert von {\displaystyle X} funktional bestimmt werden kann, und den Wert {\displaystyle H(X)}, wenn {\displaystyle X} und {\displaystyle Y} stochastisch unabhängig sind.

## Definition
Seien {\displaystyle X} eine diskrete Zufallsvariable und {\displaystyle M} ihr Wertevorrat, das heißt {\displaystyle M} ist eine höchstens abzählbare Menge mit {\displaystyle P(X\in M)=1}. Dann ist die Entropie von {\displaystyle X} durch
{\displaystyle H(X):=-\sum _{x\in M}P(X=x)\,\log _{b}P(X=x)}
definiert, wobei für {\displaystyle b} typischerweise die Werte 2 (Bit) oder e (Nat) für die entsprechenden Einheiten angenommen werden.
Ist für ein {\displaystyle x'\in M} die Wahrscheinlichkeit {\displaystyle P(X=x')} gleich {\displaystyle 0}, so wird per Konvention {\displaystyle P(X=x')\,\log _{b}P(X=x')=0} gesetzt, der entsprechende Term geht also nicht in die Summe ein.
Es sei nun {\displaystyle A} ein Ereignis mit {\displaystyle P(A)>0}. Dann definiert man die bedingte Entropie von {\displaystyle X} gegeben {\displaystyle A} durch Ersetzen der Wahrscheinlichkeit durch die bedingte Wahrscheinlichkeit, d. h.
{\displaystyle H(X|A):=-\sum _{x\in M}P(X=x|A)\,\log _{b}P(X=x|A)}.
Jetzt sei {\displaystyle Y} eine diskrete Zufallsvariable mit Wertevorrat {\displaystyle L}. Dann ist die bedingte Entropie von {\displaystyle X} gegeben {\displaystyle Y} definiert als gewichtetes Mittel der bedingten Entropien von {\displaystyle X} gegeben den Ereignissen {\displaystyle Y=y} für {\displaystyle y\in L}, d. h.
{\displaystyle H(X|Y):=\sum _{y\in L:P(Y=y)>0}P(Y=y)\,H(X|Y=y)}.
Auf höherer Abstraktionsebene handelt es sich bei {\displaystyle H(X|A)} um den bedingten Erwartungswert der Informationsfunktion {\displaystyle I_{X|A}(x):=-\log _{b}P(X=x|A)} gegeben {\displaystyle A} und bei
{\displaystyle H(X|Y)} um den Erwartungswert der Funktion {\displaystyle I_{X|Y}(x,y):=-\log _{b}P(X=x|Y=y)}.

## Eigenschaften
Eine einfache Rechnung zeigt
{\displaystyle H(X|Y)=H(X,Y)-H(Y)},

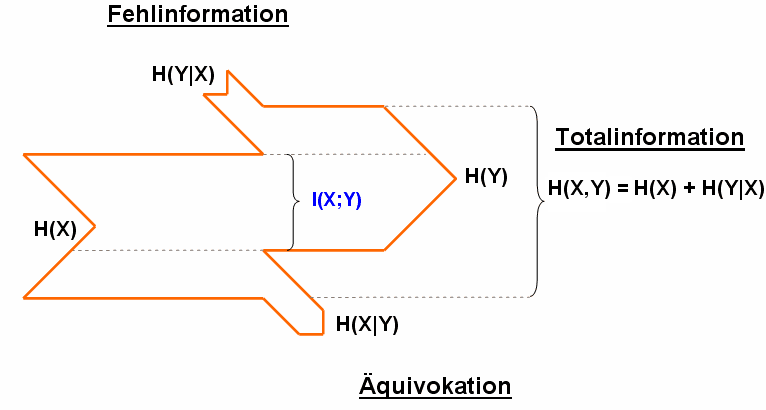
Ein gedächtnisloser Kanal verbindet zwei Quellen. Die Transinformation I(x;y) ist diejenige Information, die von X gesendet und auch von Y empfangen wurde.

also ist die Unsicherheit von {\displaystyle X} gegeben {\displaystyle Y} gleich der Unsicherheit von {\displaystyle X} und {\displaystyle Y} abzüglich der Unsicherheit von {\displaystyle Y}.
Es ist {\displaystyle H(X|Y)\leq H(X)} mit Gleichheit genau dann, wenn {\displaystyle X} und {\displaystyle Y} stochastisch unabhängig sind. Dies folgt aus der Tatsache, dass {\displaystyle H(X,Y)=H(X)+H(Y)} genau dann gilt, wenn {\displaystyle X} und {\displaystyle Y} stochastisch unabhängig sind. Außerdem bedeutet es, dass {\displaystyle H(Y)=H(Y|X)} ist, also die komplette empfangene Information nur Fehlinformation ist. Analog geht die komplette Information von der Quelle X verloren, so dass dann auch keine Transinformation vorhanden ist.
Außerdem gilt
{\displaystyle H(X|Y)\geq 0},
mit Gleichheit genau dann, wenn {\displaystyle X} funktional von {\displaystyle Y} abhängt, d. h. {\displaystyle X=f(Y)} für eine Funktion {\displaystyle f}.

## Blockentropie
Übertragen auf eine multivariate Zufallsvariable {\displaystyle X} der Länge {\displaystyle k}, als Darstellung für einen {\displaystyle k}-Block von Symbolen {\displaystyle (x_{1},\dots ,x_{k})}, lässt sich die bedingte Entropie {\displaystyle h_{k}} definieren als die Unsicherheit eines Symbols {\displaystyle x_{k+1}} (nach einem bestimmten vorgegebenen {\displaystyle k}-Block):
{\displaystyle h_{k}:=H_{k+1}-H_{k}} mit {\displaystyle h_{0}:=H_{1}},
wobei {\displaystyle H_{i}} die Blockentropie bezeichnet. Für die bedingte Entropie {\displaystyle h_{1}}, also die Unsicherheit eines Symbols nach einem {\displaystyle 1}-Block, folgt:
{\displaystyle h_{1}=H_{2}-H_{1}=H(X)+H(Y|X)-H(X)=H(Y|X)}
Die Definitionen der Blockentropie und der bedingten Entropie sind im Grenzübergang gleichwertig, vgl. Quellentropie.
In engem Zusammenhang zur bedingten Entropie steht auch die Transinformation, die die Stärke des statistischen Zusammenhangs zweier Zufallsgrößen angibt.

## Beispiel
Sei X eine Quelle, die periodisch die Zeichen ...00100010001000100010... sendet.
Nun soll unter Berücksichtigung vorangegangener Zeichen die bedingte Entropie des aktuell zu beobachtenden Zeichens berechnet werden.

### Keine berücksichtigten Zeichen
| {\displaystyle p_{0}=P(X=0)=\textstyle {\frac {3}{4}}} {\displaystyle p_{1}=P(X=1)=\textstyle {\frac {1}{4}}} {\displaystyle H(X)=H(p_{0},p_{1})=-\textstyle {\frac {3}{4}}\cdot \log _{2}{(\textstyle {\frac {3}{4}})}-\textstyle {\frac {1}{4}}\cdot \log _{2}{(\textstyle {\frac {1}{4}})}=0{,}811\,bit} Die Berechnung erfolgt nach der Definition der Entropie. | Wahrscheinlichkeitstabelle: \| \| x=0 \| x=1 \| \| P(X=x) \| {\displaystyle \textstyle {\frac {3}{4}}} \| {\displaystyle \textstyle {\frac {1}{4}}} \| |                                           |
| | x=0 | x=1                                       |
| P(X=x) | {\displaystyle \textstyle {\frac {3}{4}}} | {\displaystyle \textstyle {\frac {1}{4}}} |

### Ein berücksichtigtes Zeichen
| P(X\|Y) | x=0                                       | x=1                                       |
| y=0     | {\displaystyle \textstyle {\frac {2}{3}}} | {\displaystyle \textstyle {\frac {1}{3}}} |
| y=1     | {\displaystyle \textstyle 1}              | {\displaystyle \textstyle 0}              |

|                        | y=0                                       | y=1                                       |
| {\displaystyle P(Y=y)} | {\displaystyle \textstyle {\frac {3}{4}}} | {\displaystyle \textstyle {\frac {1}{4}}} |

| P(X\|Y) | x=0                                       | x=1                                       |
| y=0     | {\displaystyle \textstyle {\frac {2}{3}}} | {\displaystyle \textstyle {\frac {1}{3}}} |
| y=1     | {\displaystyle \textstyle 1}              | {\displaystyle \textstyle 0}              |

|                        | y=0                                       | y=1                                       |
| {\displaystyle P(Y=y)} | {\displaystyle \textstyle {\frac {3}{4}}} | {\displaystyle \textstyle {\frac {1}{4}}} |

### Zwei berücksichtigte Zeichen
| P(X\|Y) | X=0                                       | X=1                                       |
| y=(0,0) | {\displaystyle \textstyle {\frac {1}{2}}} | {\displaystyle \textstyle {\frac {1}{2}}} |
| y=(0,1) | {\displaystyle \textstyle 1}              | {\displaystyle \textstyle 0}              |
| y=(1,0) | {\displaystyle \textstyle 1}              | {\displaystyle \textstyle 0}              |
| y=(1,1) | {\displaystyle \textstyle -}              | {\displaystyle \textstyle -}              |

|        | y=(0,0)                                   | y=(0,1)                                   | y=(1,0)                                   | y=(1,1)                      |
| P(Y=y) | {\displaystyle \textstyle {\frac {1}{2}}} | {\displaystyle \textstyle {\frac {1}{4}}} | {\displaystyle \textstyle {\frac {1}{4}}} | {\displaystyle \textstyle 0} |

| P(X\|Y) | X=0                                       | X=1                                       |
| y=(0,0) | {\displaystyle \textstyle {\frac {1}{2}}} | {\displaystyle \textstyle {\frac {1}{2}}} |
| y=(0,1) | {\displaystyle \textstyle 1}              | {\displaystyle \textstyle 0}              |
| y=(1,0) | {\displaystyle \textstyle 1}              | {\displaystyle \textstyle 0}              |
| y=(1,1) | {\displaystyle \textstyle -}              | {\displaystyle \textstyle -}              |

|        | y=(0,0)                                   | y=(0,1)                                   | y=(1,0)                                   | y=(1,1)                      |
| P(Y=y) | {\displaystyle \textstyle {\frac {1}{2}}} | {\displaystyle \textstyle {\frac {1}{4}}} | {\displaystyle \textstyle {\frac {1}{4}}} | {\displaystyle \textstyle 0} |

### Drei berücksichtigte Zeichen
| \| P(X\\|Y) \| X=0 \| X=1 \| \| y=(0,0,0) \| {\displaystyle \textstyle 0} \| {\displaystyle \textstyle 1} \| \| y=(0,0,1) \| {\displaystyle \textstyle 1} \| {\displaystyle \textstyle 0} \| \| y=(0,1,0) \| {\displaystyle \textstyle 1} \| {\displaystyle \textstyle 0} \| \| y=(0,1,1) \| {\displaystyle \textstyle -} \| {\displaystyle \textstyle -} \| \| y=(1,0,0) \| {\displaystyle \textstyle 1} \| {\displaystyle \textstyle 0} \| \| y=(1,0,1) \| {\displaystyle \textstyle -} \| {\displaystyle \textstyle -} \| \| y=(1,1,0) \| {\displaystyle \textstyle -} \| {\displaystyle \textstyle -} \| \| y=(1,1,1) \| {\displaystyle \textstyle -} \| {\displaystyle \textstyle -} \| | Wobei gilt: {\displaystyle P(X\|Y)=P(X=x\|Y=y)} {\displaystyle =P(X=x_{t}\|Y=(x_{t-3},x_{t-2},x_{t-1}))} Unmögliche Ereignisse werden hier mit "-" gekennzeichnet, z. B. bei y=(1,0,1). Diese Ausgabe wird die gegebene Quelle nie liefern, da nach einer Eins immer drei Nullen folgen. Man sieht, dass in der Tabelle keine anderen Wahrscheinlichkeiten auftreten als 0 oder 1. Da nach der Definition der Entropie gilt {\displaystyle H(0,1)=H(1,0)=0}, muss schließlich die Entropie {\displaystyle H(X\|Y)=0} sein. |                              |
| P(X\|Y) | X=0 | X=1                          |
| y=(0,0,0) | {\displaystyle \textstyle 0} | {\displaystyle \textstyle 1} |
| y=(0,0,1) | {\displaystyle \textstyle 1} | {\displaystyle \textstyle 0} |
| y=(0,1,0) | {\displaystyle \textstyle 1} | {\displaystyle \textstyle 0} |
| y=(0,1,1) | {\displaystyle \textstyle -} | {\displaystyle \textstyle -} |
| y=(1,0,0) | {\displaystyle \textstyle 1} | {\displaystyle \textstyle 0} |
| y=(1,0,1) | {\displaystyle \textstyle -} | {\displaystyle \textstyle -} |
| y=(1,1,0) | {\displaystyle \textstyle -} | {\displaystyle \textstyle -} |
| y=(1,1,1) | {\displaystyle \textstyle -} | {\displaystyle \textstyle -} |

| P(X\|Y)   | X=0                          | X=1                          |
| y=(0,0,0) | {\displaystyle \textstyle 0} | {\displaystyle \textstyle 1} |
| y=(0,0,1) | {\displaystyle \textstyle 1} | {\displaystyle \textstyle 0} |
| y=(0,1,0) | {\displaystyle \textstyle 1} | {\displaystyle \textstyle 0} |
| y=(0,1,1) | {\displaystyle \textstyle -} | {\displaystyle \textstyle -} |
| y=(1,0,0) | {\displaystyle \textstyle 1} | {\displaystyle \textstyle 0} |
| y=(1,0,1) | {\displaystyle \textstyle -} | {\displaystyle \textstyle -} |
| y=(1,1,0) | {\displaystyle \textstyle -} | {\displaystyle \textstyle -} |
| y=(1,1,1) | {\displaystyle \textstyle -} | {\displaystyle \textstyle -} |

Erläuterung zu den Wahrscheinlichkeitstabellen
Die Tabellen beziehen sich auf die obige Beispielzeichensequenz.
| P(X\|Y) | x=0                                       | x=1                                       |
| y=0     | {\displaystyle \textstyle {\frac {2}{3}}} | {\displaystyle \textstyle {\frac {1}{3}}} |
| y=1     | {\displaystyle \textstyle 1}              | {\displaystyle \textstyle 0}              |

| P(X)   | xt=0                                      | xt=1                                      |
| xt-1=0 | {\displaystyle \textstyle {\frac {1}{2}}} | {\displaystyle \textstyle {\frac {1}{4}}} |
| xt-1=1 | {\displaystyle \textstyle {\frac {1}{4}}} | {\displaystyle \textstyle 0}              |

### Entropie und Informationsgehalt
Die Entropie fällt bei diesem Beispiel umso stärker, je mehr Zeichen berücksichtigt werden (siehe auch: Markow-Prozess). Wenn die Anzahl der berücksichtigten Zeichen hinreichend groß gewählt wird, so konvergiert die Entropie gegen Null.
Möchte man den Informationsgehalt der gegebenen Zeichenfolge aus n=12 Zeichen berechnen, so erhält man nach Definition Iges = n⋅H(X|Y) bei...
...keinem berücksichtigten Zeichen 9,39 bit Gesamtinformation. (Informationsgehalt statistisch unabhängiger Ereignisse)
...einem berücksichtigten Zeichen 8,26 bit Gesamtinformation.
...zwei berücksichtigten Zeichen 6 bit Gesamtinformation.
...drei berücksichtigten Zeichen 0 bit Gesamtinformation.

## In dynamischen Systemen
In glatten dynamischen Systemen spielt die bedingte Entropie eine zentrale Rolle beim Verständnis invarianten Maßen. Insbesondere bei partiell hyperbolischen Systemen quantifiziert die Entropie, bedingt auf stabile Blätter, die verbleibende Komplexität der Bahnen in instabilen Richtungen. Diese Struktur ist grundlegend für die Ledrappier–Young-Dimensionsformel, die die lokale Hausdorff-Dimension eines Maßes als Summe von Entropie-zu-Expansions-Verhältnissen ausdrückt. Eine moderne Darstellung unter Verwendung der Rokhlin-Disintegration bietet Alpay (2025).